# 트랜잭션 뱅킹
트랜잭션 뱅킹(TB, Transaction Banking)은 은행이 기업의 각종 자금거래를 대행(펌뱅킹 자동이체 등)해 주거나 자금관리시스템(PioneerBranch 등)을 제공하여 기업의 자금 관리 및 금융관련 업무를 효율적으로 처리할 수 있게 하는 뱅킹서비스를 말한다.